# Logic (rapper)
Logic (Rockville (Maryland), 22 januari 1990) is de artiestennaam van de Amerikaanse rapper Sir Robert Bryson Hall II. Hij bracht een aantal mixtapes uit en onder andere de albums Under Pressure, The Incredible True Story, No Pressure, Vinyl Days en College Park.

## Biografie

### Jeugd
Robert Bryson Hall II werd geboren op 22 januari 1990 in Maryland. Zijn vader was een Afro-Amerikaan en woonde niet bij het gezin in huis, waardoor ze geen contact met elkaar hadden. Overigens was zijn vader evenals zijn moeder verslaafd aan drugs en alcohol. Logic maakte de middelbare school niet af. Hij spijbelde vaak en zijn enige goede vak was Engels. Aangezien hij ook zonder werk zat, had hij veel vrije tijd om aan zijn muziek te werken. Later had hij er spijt van dat hij geen belangstelling voor school heeft gehad. Logic verliet zijn ouderlijk huis toen hij zeventien was. Hij ging met een vriend samenwonen (Big Lenbo) en had twee banen. Nadat hij uit huis was gegaan, verbrak hij het contact met zijn moeder.

### Carrière
Op dertienjarige leeftijd ontmoette hij zijn mentor Solomon Taylor. Met hem kon Logic goed opschieten en hij hielp hem dan ook erg vaak. Later, toen Logic zestien was, bracht Taylor hem een groot aantal beat cd's, zodat hij daar teksten op kon schrijven. Onder de titel Psychological bracht hij in 2009 zijn debuutmixtape uit. Van dit album wordt geen melding gemaakt op Logics officiële website, maar het duikt op als onofficiële uitgave getiteld Psychological - Logic: The Mixtape. Niet lang na de verschijning hiervan en een prestigieus optreden in Maryland verkortte hij zijn naam tot Logic.

### 2010-heden
Op 17 december 2010 bracht Logic zijn eerste officiële mixtape uit, Young, Broke and Infamous. Daarop volgden twee videoclips: Stain in the Game en BackPack. Platenbaas Chris Zarou van Independent Record Label Visionary Music Group had belangstelling voor Logic en wilde hem aantrekken voor zijn platenlabel. Logic ging in op dit aanbod en tekende zijn eerste contract. Op 19 september 2011 bracht Logic zijn tweede mixtape uit, Young Sinatra. Ook hier kwam een aantal videoclips uit voort: Mind of Logic, All I Do en Prime. All I Do was de eerste videoclip van Logic die één miljoen kijkers op YouTube trok. Op 15 maart 2012 noemde Billboard Logic The Next Big Sound. Op 30 april 2012 bracht hij zijn mixtape Young Sinatra: Undeniable uit. Hierop besteedde hij veel aandacht aan zijn toekomst, zijn fans, zijn vader en zijn vroegere schoolcarrière. Ook uit deze mixtape ontstonden een aantal videoclips, zoals The Spotlight, Numbers en All I Do. Op 7 mei 2013 verscheen zijn volgende mixtape, Young Sinatra: Welcome to Forever. Van zijn eerste album Under Pressure is alleen van de titelsong een videoclip gemaakt. Dit nummer heet ook Under Pressure. Met zijn tweede album The Incredible True Story, dat uitkwam op 13 november 2015 en waarvan eind 2015 in de VS 185.000 exemplaren waren verkocht, boekte Logic zijn grootste succes. Voor de eerste single daarvan, Young Jesus, werkte hij samen met zijn oude vriend 'Big Lenbo'. Op 1 juli 2016 bracht Logic zijn vijfde mixtape uit genaamd Bobby Tarantino na zijn vorige mixtape Young Sinatra: Welcome to Forever. Bobby Tarantino werd onverwachts gereleased via Logics Twitter-account. De mixtape bevat de singles "Flexicution" en Wrist ft Pusha T. De productie hiervan werd voornamelijk verzorgd door Logic en 6ix. Op 5 mei 2017 verscheen Logics derde studioalbum Everybody. Dit album kreeg veel aandacht in de media. Deze aandacht kwam vooral door het nummer 1-800-273-8255. De titel is het telefoonnummer van de Amerikaanse Zelfmoord Preventie Lijn (National Suicide Prevention Hotline). Het nummer gaat dan ook over zelfmoord en heeft een grote impact gehad, voornamelijk in de VS. Volgens de Hotline kregen ze 27% meer bellers binnen drie weken nadat het nummer uitkwam. Het aantal bezoeken aan de website van de NSPL steeg van 300.000 naar 400.000. Op 9 maart 2018 bracht Logic zijn zevende mixtape uit, getiteld Bobby Tarantino II. De mixtape werd eerder al uitgebracht met singles 44 More, Overnight en Everyday. Op de mixtape waren ook gastartiesten als 2 Chainz, Big Sean, en Wiz Khalifa. Op 28 september 2018 bracht hij zijn vierde album "YSIV" uit, die als vierde project fungeert van de Young Sinatra-reeks.
Op 17 juli 2020 kondigde hij zijn pensioen aan met ‘No Pressure’. Dit deed hij om zijn vaderrol op te nemen.

## Discografie

### Albums
- 2014: Under Pressure
- 2015: The Incredible True Story
- 2016: Bobby tarantino
- 2017: Everybody
- 2018: YSIV
- 2018: Bobby tarantino II
- 2019: Supermarket
- 2019: Confessions of a Dangerous Mind
- 2020: No Pressure
- 2021: Bobby tarantino III
- 2022: Vinyl Days
- 2023: College Park
- 2024: Ultra 85

### Mixtapes
- 2009: Psychological
- 2010: Young, Broke and Infamous
- 2011: Young Sinatra
- 2012: Young Sinatra: Undeniable
- 2013: Young Sinatra: Welcome to Forever

### Muziekvideo's
- 2011: Stewie Griffin
- 2011: Mind of Logic (met Camille Michelle Gray)
- 2011: Young Sinatra II
- 2011: Just Another Day
- 2011: Live on Air Freestyle
- 2012: Young Sinatra III
- 2012: The Spotlight
- 2012: Backpack
- 2012: Numbers
- 2012: All I Do
- 2013: Walk On By
- 2013: Nasty
- 2014: Showoff Radio Freestyle
- 2014: Sway in the Morning Freestyle
- 2014: Under Pressure
- 2015: Young Jesus
- 2016: Flexicution
- 2016: Super Mario World
- 2016: Sucker for Pain
- 2017: Black Spiderman
- 2017: Take It Back
- 2017: 1-800-273-8255
- 2017: Broken People
- 2018: Overnight
- 2018: Everyday
- 2018: Contra
- 2018: One Day
- 2018: Everybody Dies
- 2019: Confessions of a Dangerous Mind
- 2019: Homicide
- 2020: DadBod
- 2020: Aquarius III
- 2021: Vaccine
- 2022: Tetris
- 2023: Wake Up
- 2023: Lightsabers
- 2023: Shimmy

## Prijzen en nominaties
- 2013: nominatie: XXL Freshman
- 2017: prijs: VMA – best fight against the system
- 2018: nominatie: Grammy Award – Song of the Year (1-800-273-8255)
- 2018: nominatie: Grammy Award – Best Music Video (1-800-273-8255)